# Plaque offset

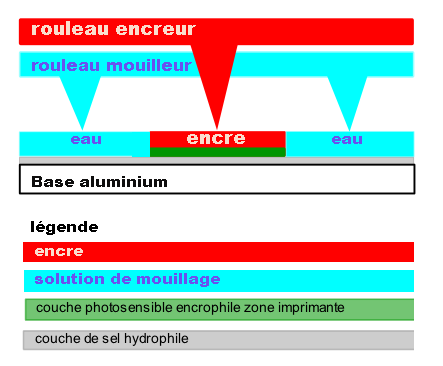
Principe de l'antagonisme eau–graisse sur une plaque offset à base en aluminium.

La plaque offset est l’un des éléments essentiels du procédé offset par voie humide. Il s’agit d’une forme imprimante plane (sans relief apparent). La qualité de reproductibilité de la plaque doit être adaptée à la finesse des reproductions envisagées (simili).
Une plaque offset prête à l’impression présente deux états de surface de nature physico-chimique fondamentalement opposés :
- la zone imprimante (ZI), une surface imprimante qui doit accepter l’encre grasse (lipophilie) et refuser l’eau (hydrophobie) ;
- la zone non-imprimante (ZNI), une surface non-imprimante recouverte d’une couche de silicate de sodium (sel) qui doit accepter l'eau (hydrophilie) et refuser l’encre grasse (lipophobie).

Plus la différence de nature entre les deux surfaces est grande, meilleure est la qualité de la plaque offset.

## Plaque offset à base en aluminium
Elle est composée d'une base en aluminium servant de support.

### Plaque lisse ou brossée à sec
Elle est recommandable, lorsque l’insolation doit être aussi courte que possible. Elle est peu résistante et n’assure pas de bonne puissance d’encrage. On l'utilise pour de faibles quantités de tirage. Épaisseur de la plaque : 15/100.

### Plaque grainée ou brossée humide
Cette surface, micrograinée à l’abrasif ou par un grainage électrolytique, assure une excellente adhérence de la couche et une bonne qualité hydrophile. Le développement de la plaque offset doit être soigné pour ne pas laisser de résidus de couche photosensible dans le grainage. Épaisseur de la plaque : 15/100 ou 30/100.

### Plaque anodisée
La surface durcie par l’anodisation résiste mieux à l’usure et s’oxyde moins vite, et la couche tient davantage sur la surface métallique. Cette plaque peut avoir reçu un grainage électrolytique permettant le report de trames fines (simili). Le bombardement de la plaque d'aluminium par les électrons contribue à améliorer sa solidité ainsi que sa résistance à l'oxydation. L'oxydation anodique se passe dans un milieu acide parcouru par un courant continu. Épaisseur de la plaque : 15/100 ou 30/100.

### Plaque lithochromée
L’anodisation est remplacée par un revêtement galvanique de chrome mat. Le chrome, solide et hydrophile par excellence, présente un avantage évident. Utilisée pour des tirages importants, l'humidification de la plaque étant considérablement réduite, elle offre un excellent rendu des couleurs.

## Plaque offset polymétallique

Composition d'une plaque offset trimétallique.

Elle est composée d'une base en acier servant de support, d'une couche de cuivre sensible à l'encre, d'une couche de chrome sensible à l'eau. Elle a un coût élevé, utilisée pour de très gros tirage. Épaisseur de la plaque : 0,5 mm à 1,5 mm.

## Autres bases

### Plaque électrostatique
- La plaque électrostatique ou électrographique, l’image est reportée sur la couche par différenciation des charges électriques positives ou négatives (photocopie).
- La plaque xérographique dont la réalisation est basée sur le même principe que précédemment. En xérographie, l’image est formée sur une plaque ou un tambour de sélénium,  puis transférée sur le support d'impression définitif.

### Plaque en papier ou film
La plaque en papier souvent dite cliché par les utilisateurs d’offset de bureau. Utilisée pour de faible tirage et d'un coût réduit puisque le film sert de plaque.

## Traitements de la plaque
À chaque type de plaque correspond un traitement recommandé : insolation par lampe à rayonnement ultra-violet, xénon, halogène, etc.
Des produits de révélation adaptés au type de plaque sont utilisés.

## Couches photosensibles
La plaque offset peut être directement insolée par un rayon laser de faible puissance sans passer par la phase du film, c'est le procédé computer-to-plate (CTP).
Le report de l’image du film sur la plaque est réalisé par film photographique en contact direct.
La plaque doit être revêtue d’une couche photosensible. La plupart des plaques offset sont précouchées et cette couche est souvent présensibilisée.	

### Couche photosensible diazoïque
La couche photosensible diazoïque est de type positif, elle est décomposée par l'action de la lumière. Les composés diazoïques sont des corps organiques complexes dont le caractère commun est une molécule contenant deux atomes d’azote. Ils présentent la propriété d’être décomposés par la lumière. 
La couche offset présensibilisée diazoïque est utilisée pour la plaque offset positive. Elle est photo-soluble.
La couche photosensible brûlée par la lumière se décompose à la révélation de la plaque et laisse apparaître le métal.
La plaque peut se conserver plusieurs mois avant utilisation à l'abri de la lumière.

### Couche photopolymère
La couche photopolymère est de type négatif, elle durcit sous l'action de la lumière. Les photopolymères sont des substances synthétiques qui subissent une transformation moléculaire (polymérisation) lorsqu’elles sont exposées à certaines longueurs d’onde lumineuses. L’action de la lumière durcit la couche qui devient insoluble alors que les parties non insolées peuvent se décomposer, ce qui met le métal à nu.
La couche offset présensibilisée photopolymère est utilisée pour la plaque offset négative. Elle est photo-durcissable.

## Traitement de la plaque offset pour une presse à imprimer
Avant 1969 :
1. nettoyer
2. sensibiliser
3. sécher
4. insoler
5. développer
6. fixer
7. sécher
8. laquer
9. encrer
10. rincer
11. dépouiller
12. rincer
13. dépouiller
14. rincer
15. préparer
16. rincer
17. gommer

Depuis 1971 :
1. insoler
2. révéler
3. rincer
4. gommer